# Rhegmoclema minus
Rhegmoclema minus is een muggensoort uit de familie van de Scatopsidae. De wetenschappelijke naam van de soort is voor het eerst geldig gepubliceerd in 1955 door Cook.